# Landschulheim Kempfenhausen

Schullogo Hänge-Buche

Schullogo Möwe

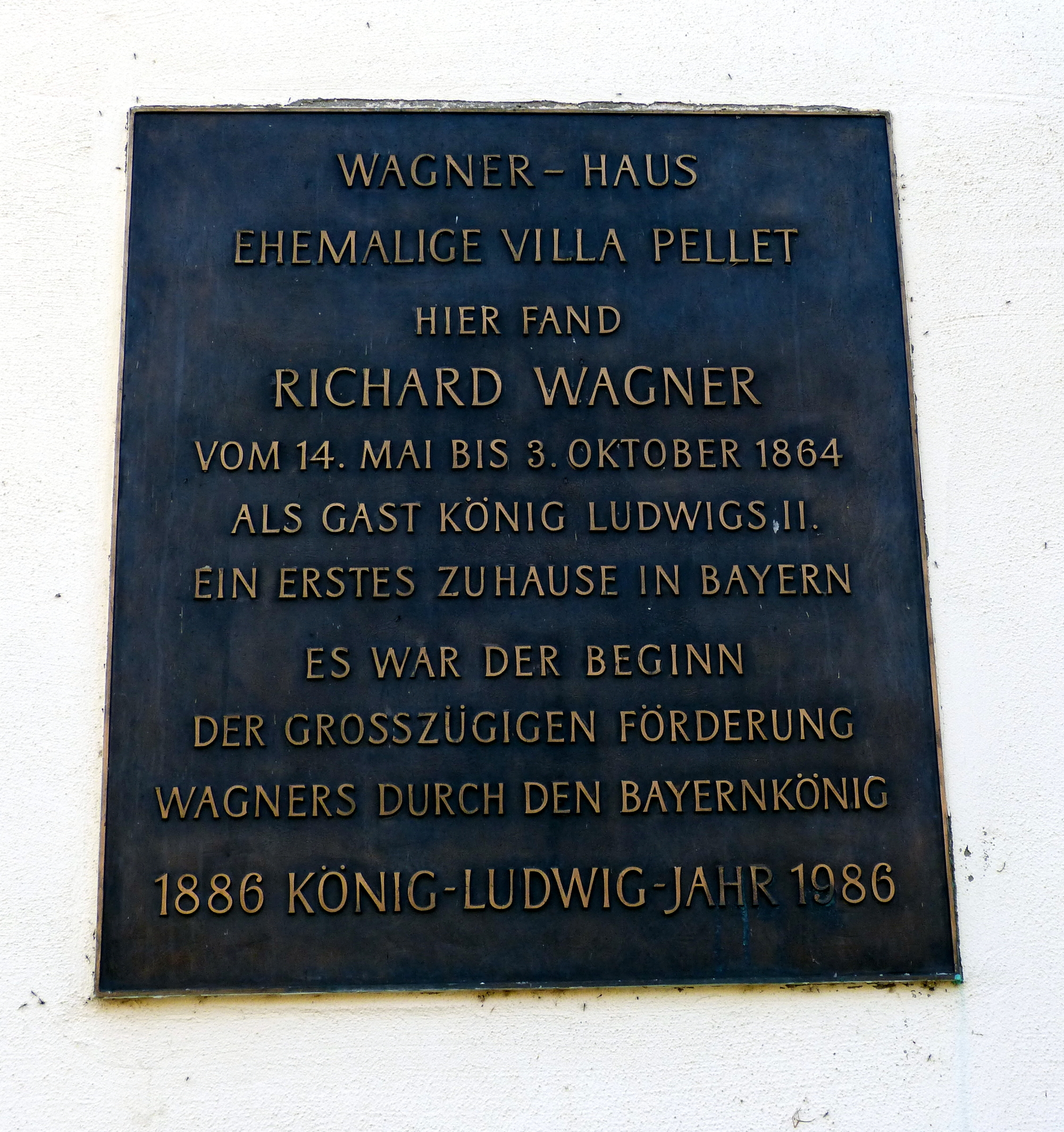
Gedenktafel am „Wagner-Haus“

Das Landschulheim Kempfenhausen in Kempfenhausen am Starnberger See ist ein öffentliches Gymnasium mit integriertem Internat und Tagesheim und somit eine Besonderheit im bayerischen Schulsystem. Es erfüllt neben 14 anderen bayerischen Internatsschulen den gesetzlichen Auftrag des Art. 106 BayEUG.
Im Schuljahr 2023/24 besuchten 689 Jungen und Mädchen die Schule, ungefähr 70 davon leben im Internat.

## Geschichte
Der Königlich Bayerische Posthalter und Gasthofbesitzer Andreas Pellet aus Starnberg errichtete 1855 ein Landhaus mit Seeterrassen, großem Park, Gärtnerei und Obstgarten in Kempfenhausen am Ostufer des Starnberger Sees, auf einem von ihm angekauften Bauerngut (siehe auch: Villa Pellet).
Im Sommer 1864 mietete König Ludwig II die Villa Pellet für seinen Freund Richard Wagner an, der von dort täglich mit der Kutsche nach München oder zum Schloss Berg abgeholt wurde.
Nach dem Tode von Andreas Pellet im Jahr 1866 verkaufte seine Witwe das Anwesen mit Park und Nebengebäuden an den russischen Fürsten Alexander Bariatinsky, der das Haus 1899 umbauen und erweitern ließ. 1907 errichtete das Fürstenpaar ein Gästehaus (siehe auch: Gästehaus der Villa Pellet), welches lange Zeit als Direktorenhaus des Gymnasiums diente. 1912 starb Fürst Bariatinsky. Seine Witwe verließ 1914 kriegsbedingt das Anwesen; der Besitz wurde eingezogen.
Von 1919 bis 1930 war Gräfin Marguerite von Oberndorff Eigentümerin. Danach stand das Anwesen leer, bis die Pädagogin Elisabeth Hunaeus 1938 ein „Seminar für Frauenbildung“ eröffnete. Während des Krieges diente es als Kinderheim, später als Bildungseinrichtung für Kindergärtnerinnen und Hortnerinnen, als Mädchenmittelschule und als Haushaltsschule.
1967 ging das Anwesen mit dem rund 30.000 Quadratmeter großen Gelände in den Besitz des Zweckverbandes Bayerische Landschulheime über. Die Bildungseinrichtung von Elisabeth Hunaeus wurde weitergeführt mit einem Sozialwissenschaftlichen Gymnasium für Mädchen und einer Fachschule für Sozialpädagogik; für einige Jahre gab es auch eine Realschule und eine Fachoberschule für Mädchen. Von 1972 bis 1975 führte das Landschulheim auch Kurse des „Telekollegs für Erzieher“ durch. 1973 wurde die Fachschule für Sozialpädagogik zur Fachakademie für Sozialpädagogik umstrukturiert; diese stellte dann aber 1989 ihren Betrieb ein. Im Jahr 1981 wurden dem Gymnasium ein mathematisch-naturwissenschaftlicher Zweig, im Jahr 1988 ein wirtschaftswissenschaftlicher Zweig angegliedert.
Die Schule war eine reine Mädchenschule, bis im Jahre 1981 Koedukation eingeführt wurde.
Ab Sommer 2022 stehen geplante Umbaumaßnahmen an. So wurde der prägende Torbogen am Haupteingang beschädigt und muss renoviert werden. Zudem soll ein neues Gebäude gebaut und eine Pelletheizung eingebaut werden.

## Gebäude der Schule
- Wagner-Haus „Villa Pellet“
- F-Haus
- Bienenstock
- Kollegstufenbau
- Ehemaliges Gästehaus der Villa Pellet
- Alte Sporthalle
- Neue Sporthalle (seit 1989)
- Großer Sportplatz (grün)
- Kleiner Sportplatz  (rot)

## Schule
Das Landschulheim bietet folgende Ausbildungsrichtungen an
- Naturwissenschaftlich-technologisches Gymnasium (NTG)
- Wirtschafts- und Sozialwissenschaftliches Gymnasium (WSG-W, WSG-S)
  - WSG-S (sozialwissenschaftlich) ab der 8. Jahrgangsstufe Sozialkunde als Kernfach und Sozialpraktische Grundbildung mit Praktika
  - WSG-W (wirtschaftswissenschaftlich) ab der 8. Jahrgangsstufe verstärkter Unterricht in Wirtschaft und Recht, zusätzlich Wirtschaftsinformatik

Die Schule ist eine Ganztagsschule in offener und gebundener Form.
Über den regulären Fachunterricht hinaus gibt es ein besonderes Nachmittagsangebot (Wahlunterricht) mit einer Vielzahl von Kursen und Arbeitsgemeinschaften.

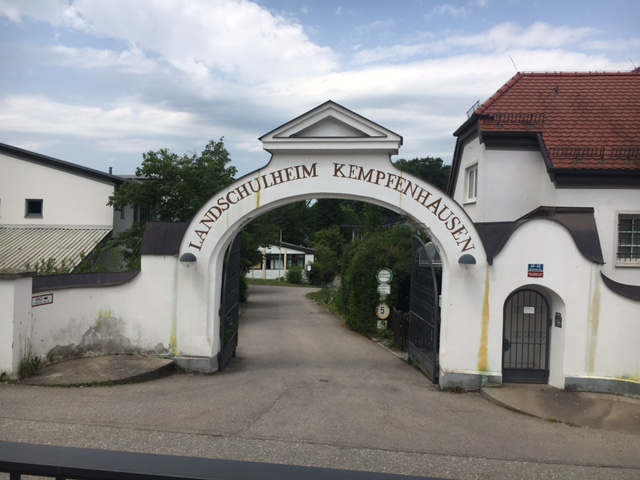
Haupteingang

## Internat
Das Internat kann bis zu 70 Mädchen und 100 Jungen aufnehmen. Die Schüler wohnen in Drei- und Zweibettzimmern. Von Montag bis Freitag findet nach dem Unterricht eine betreute Studierzeit statt.
Schwerpunkte in der Freizeit sind die Bereiche Sport, Kultur und Musik/Kunst.

## Sport
Das Gymnasium ist Landesstützpunktschule für Volleyball (Jungen) und Beachvolleyball (Mädchen und Jungen) sowie Bundesstützpunktschule des DVV für Volleyball (Volleyball-Internat-Kempfenhausen). Somit ist eine planmäßige Nachwuchsförderung möglich, die über den Rahmen des Sportunterrichts und dessen Stundenbudget weit hinausgeht. Weitere Sportangebote sind Billard, Boxen, Fitnessraum, Kajak, Klettern, Rugby, Tennis, Tischtennis, Sauna, Schwimmen, Segeln und Surfen.

## Auszeichnungen
- 2012 Dritter Platz für die Schülerzeitung ZOOM beim Deutschen Schülerzeitungspreis der Jungen Presse Nordrhein-Westfalen
- 2013 Zweiter Bundessieger bei Jugend trainiert für Olympia (Volleyball, WK II Jungen)[12]
- 2014 Gewinner des Europa-Videowettbewerbs des Bayerischen Rundfunks (Video-Gruppe des Kompetenzzentrums Film)[13]
- 2015 Erster Preis des Jugend-Filmwettbewerbs DEIN BLICK IN DIE NATUR (Video-AG)[14]
- 2016 Dritter Preis des bundesweiten Schülerwettbewerbs Echt kuh-l! des Bundesministeriums für Ernährung und Landwirtschaft (Video & Film AG)[15]
- 2017 Bayernsieger im Planspiel Börse[16]
- 2017 Erster Preis des bundesweiten Schülerwettbewerbs Echt kuh-l! des Bundesministeriums für Ernährung und Landwirtschaft (Video AG)[17]

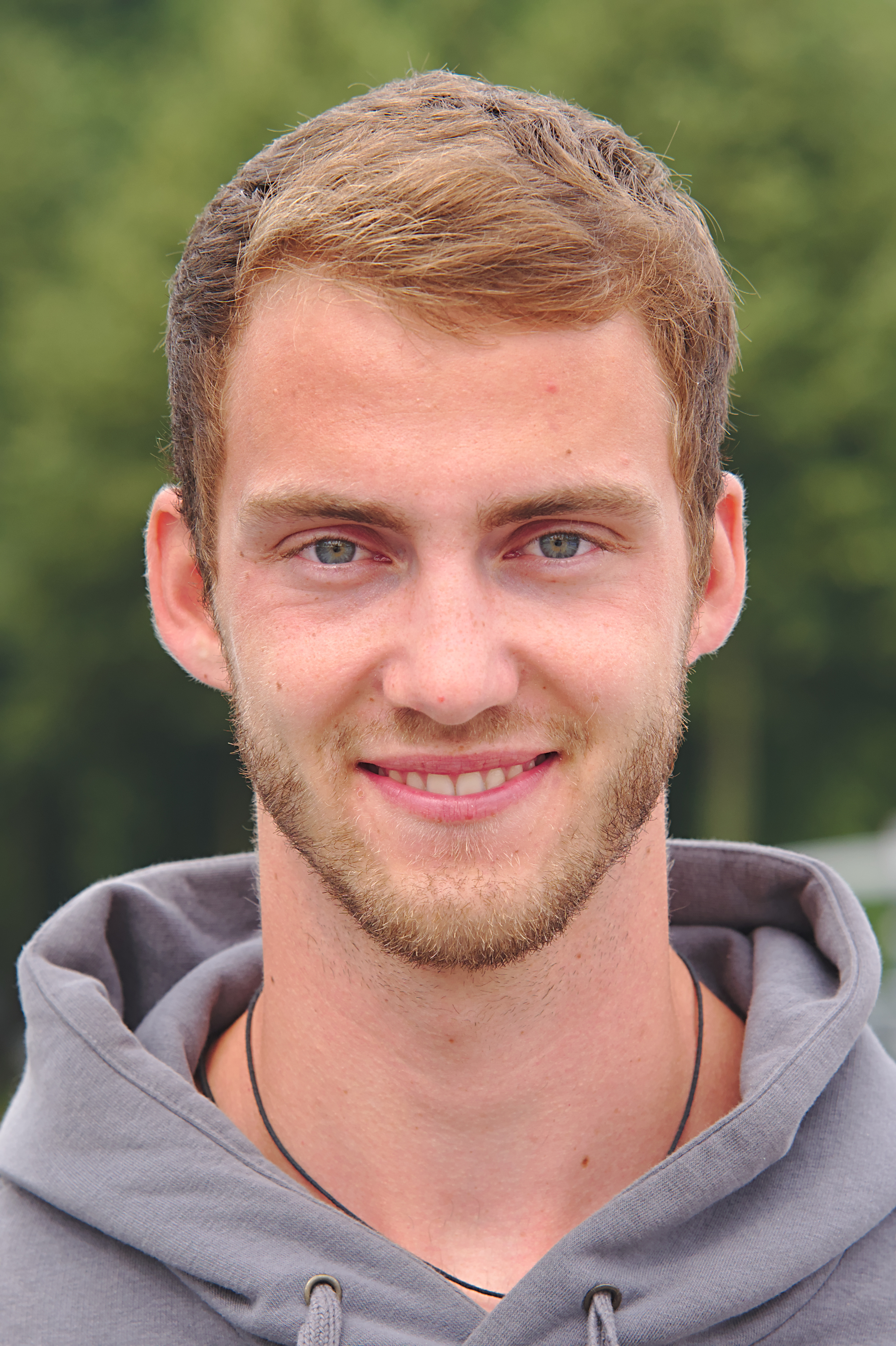
Clemens Wickler

- seit 2020 Umweltschule in Europa[18]

## Bekannte Schüler
- Julius Höfer (* 1992), Volleyballspieler
- André Meier (1996–2020), Volleyballspieler
- Andreas Mühlbauer (* 1995), Volleyballspieler
- David Sossenheimer (* 1996), Volleyball- und Beachvolleyballspieler
- Jan Umlauft (* 1987), Volleyballspieler
- Clemens Wickler (* 1995), Volleyball- und Beachvolleyballspieler   (Beachvolleyball-Vize-Europameister 2024, Vizeweltmeister 2019 und Gewinner der olympischen Silbermedaille 2024 in Paris)